# 聖卡拉之戰
聖卡拉之戰是ÁngelPacheco將軍指揮下的一神論軍和聯邦黨人之間的戰鬥，發生於1842年1月9日，地點在阿根廷科爾多瓦的現任米納斯省。聖卡拉戰役阻止了北方一神論聯盟擴張到庫約省的進程。